# Festival de Bad Hersfeld

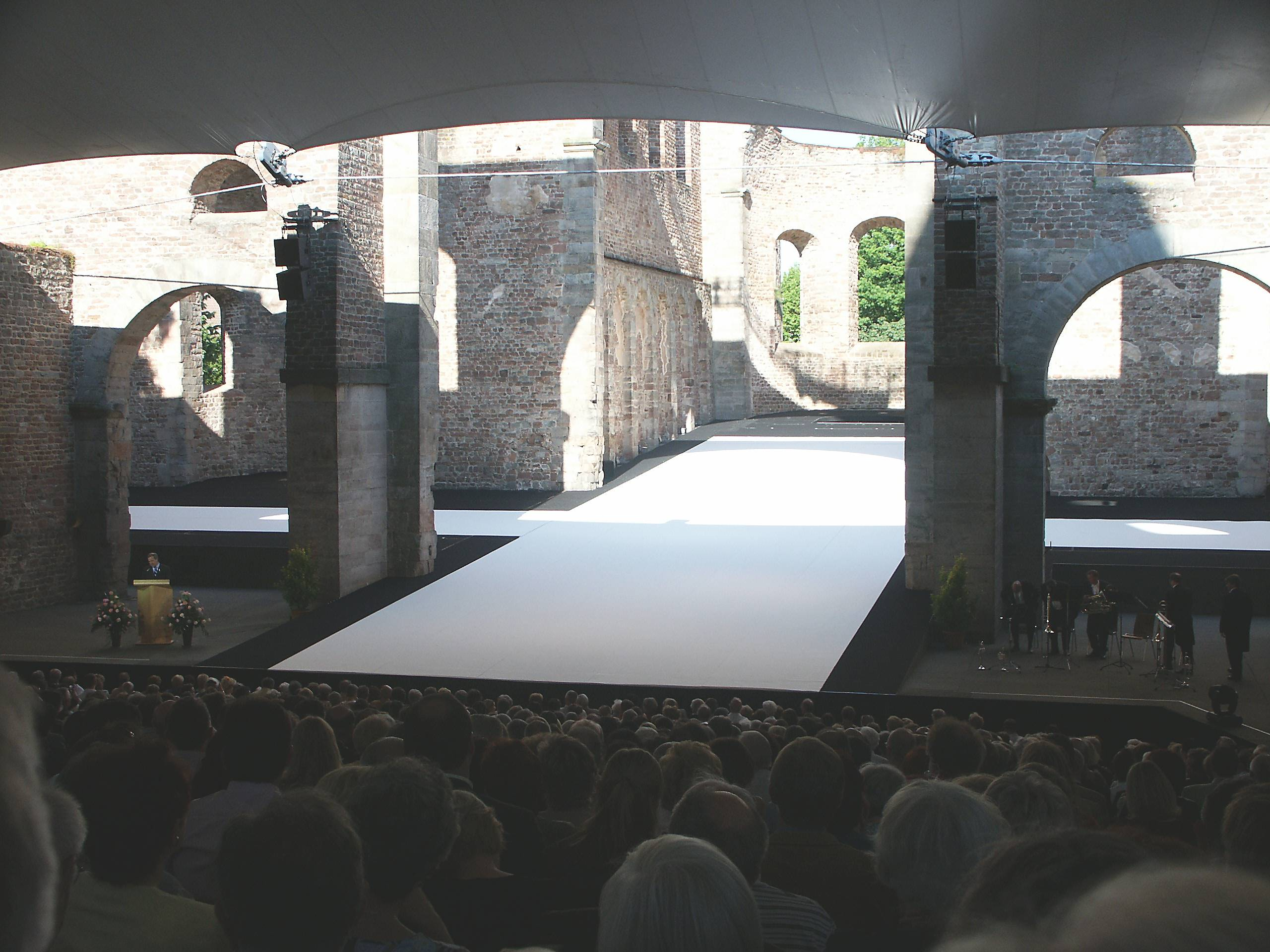
El escenario del festival en las ruinas del convento

El Festival de Bad Hersfeld (Bad Hersfelder Festspiele) es un festival de teatro alemán en Bad Hersfeld, Hesse. Tiene lugar desde 1951.

## El festival
El festival de Bad Hersfeld un estado federado tiene lugar cada año desde mediados de junio hasta principios de agosto en la ciudad alemana de Bad Hersfeld que se conoce como el Salzburgo del Norte.

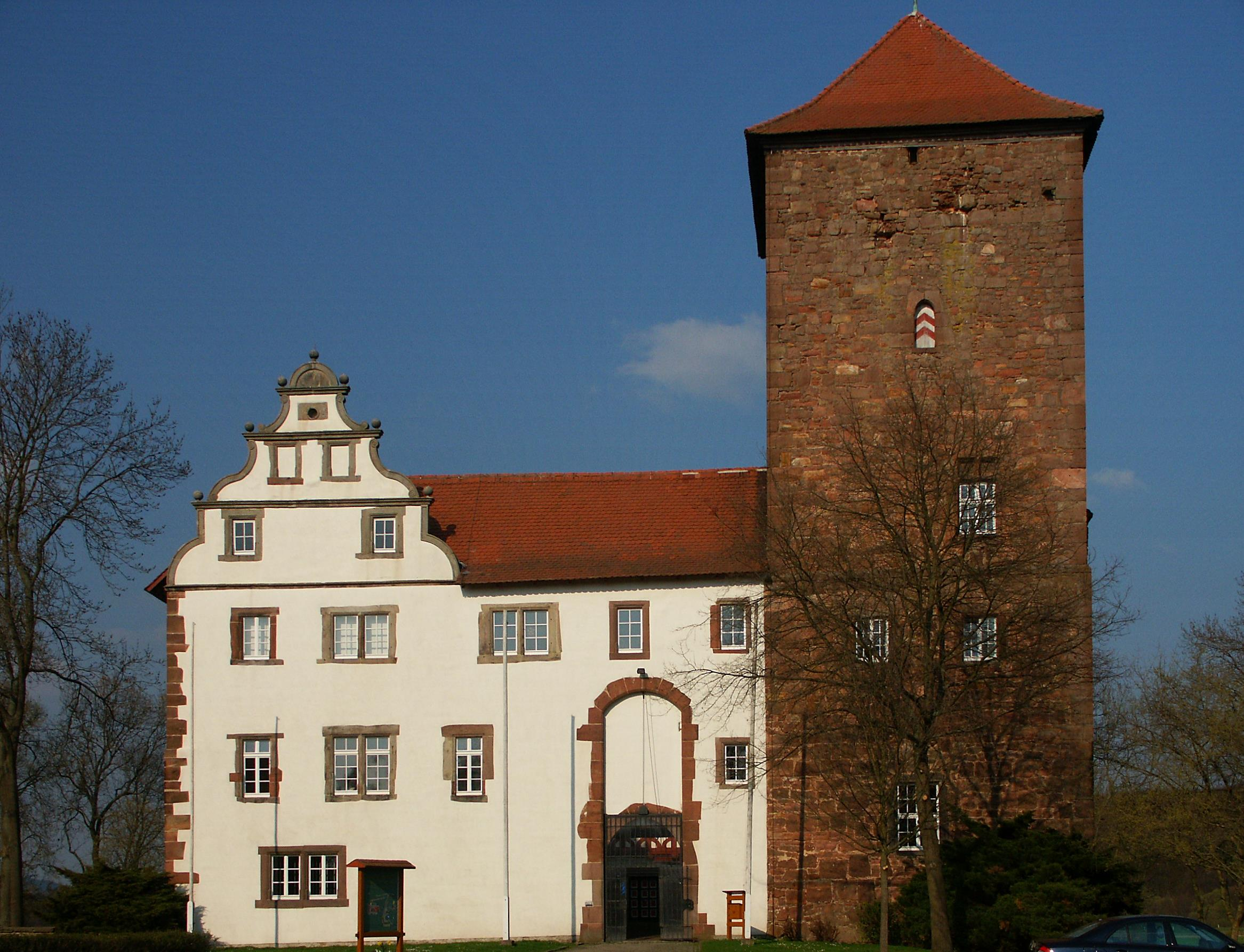
El Castillo Eichhof de Bad Hersfeld, de frente

En el escenario  de la Stiftsruine de 1.400 m² se representan obras de teatro y musicales. Hay sillas almohadilladas para 1.636 espectadores. El techo móvil encima del auditorio de la ruina del convento hace posible las actuaciones durante todo tipo de tiempo – el público siempre está sentado sin mojarse. Además se representa una comedia en un escenario al aire libre en el patio del castillo Eichhof.  
Cada año se entregan el Premio Hersfeld y un premio del público. El premio se basa en los votos que se reparten entre el público durante tres presentaciones de cada programa. El ganador recibe un anillo donado por empresas locales que muestra la Schwurhand de Carlomagno con las ruinas del convento al fondo.

## Literatura
- Bad Hersfelder Festspiele. Rolf Hosfeld: Festivals 2007/2008: Klassik, Oper, Jazz, Tanz, Theater, Film, Literatur, Kunst - Deutschland, Österreich, Schweiz., Helmut Metz Verlag, 2007, P. 261